# Репресії Ансей
Репресії Ансей (яп. 安政の大獄, あんせいのたいごく, ансей но тайґоку) — політичні заходи сьоґунату Токуґава, скеровані на придушення антиурядової опозиції та інакомислення в Японії. Тривали протягом 1858—1859 років. Названі за девізом Імператорського правління «Ансей» (1854—1859). Тогочасна назва — репресії року вогняного коня (戊午の大獄).

## Короткі відомості
Ініціатором репресій вступив голова уряду Ії Наосуке. Причинами політичних чисток були протести опозиції проти підписання нерівноправних договорів із п'ятьма іноземними державами та призначення на посаду сьоґуна Токуґави Іємоті. В ході репресій постраждало понад 100 осіб, серед яких були лідери ізоляціоністського руху «Шануймо Імператора, геть варварів!», прибічники Токуґави (Хітобасі) Йосінобу, критики сьоґунату. Репресії закінчилися 1859 року, а політичні переслідування — 1860 року. після загибелі Ії Наосуке в інциденті біля воріт Сакурада.

## Репресовані
| Смертна кара                                     | Смертна кара | Смертна кара                                          | Смертна кара                                          |
| ------------------------------------------------ | ------------ | ----------------------------------------------------- | ----------------------------------------------------- |
| Йосіда Сьоїн                                     | 吉田松陰     | Тьосю-хан, васал                                      | відтято голову                                        |
| Хасімото Санай                                   | 橋本左内     | Фукуй-хан, васал                                      | відтято голову                                        |
| Рай Мікісабуро                                   | 橋本左内     | Кіото                                                 | відтято голову                                        |
| Адзіма Татевакі                                  | 安島帶刀     | Міто-хан, старійшина                                  | ритуальне самогубство                                 |
| Уґай Кітідзаемон                                 | 鵜飼吉左衛門 | Міто-хан, васал                                       | вища міра покарання                                   |
| Уґай Кокіті                                      | 鵜飼幸吉     | Міто-хан, васал                                       | вища міра покарання                                   |
| Тінено Ійоносуке                                 | 茅根伊豫之介 | Міто-хан, рядовий самурай                             | відтято голову                                        |
| Умеда Унпін                                      | 梅田雲濱     | Обама-хан, рядовий самурай                            | вища міра покарання                                   |
| Іїідзумі Кінай                                   | 飯泉喜内     | Цутіура-хан, рядовий самурай                          | відтято голову                                        |
| Кусакабе Ісодзі                                  | 日下部伊三治 | Сацума-хан, рядовий самурай                           | вища міра покарання                                   |
| Фудзії Наосуке                                   | 藤井尚弼     | васал аристократичного роду Сайондзі                  | вища міра покарання                                   |
| Сінкай                                           | 信海         | буддистський чернець                                  | вища міра покарання                                   |
| Кондо Сьосін                                     | 近藤正慎     | буддистський чернець                                  | вища міра покарання                                   |
| Накаї Кадзума                                    | 中井数馬     | помічник сьоґунату                                    | вища міра покарання                                   |
| Домашній арешт. Заборона на політичну діяльність |              |                                                       |                                                       |
| Хітобасі Йосінобу                                | 一橋慶喜     | майбутній сьоґун                                      | майбутній сьоґун                                      |
| Токуґава Йосіацу                                 | 徳川慶篤     | володар Міто-хану                                     | володар Міто-хану                                     |
| Токуґава Йосікацу                                | 徳川慶勝     | володар Міто-хану                                     | володар Міто-хану                                     |
| Мацудайра Сюнґаку                                | 松平春嶽     | володар Фукуй-хану                                    | володар Фукуй-хану                                    |
| Дате Муненарі                                    | 伊達宗城     | володар Увадзіма-хану                                 | володар Увадзіма-хану                                 |
| Ямауті Йодо                                      | 山内容堂     | володар Тоса-хану                                     | володар Тоса-хану                                     |
| Хотта Масайосі                                   | 堀田正睦     | володар Сакура-хану                                   | володар Сакура-хану                                   |
| Ота Сукемото                                     | 太田資始     | володар Какеґава-хану                                 | володар Какеґава-хану                                 |
| Кавадзі Тосіакіра                                | 川路聖謨     | завідувач західним двором Едоського замку             | завідувач західним двором Едоського замку             |
| Окубо Тадахіро                                   | 大久保忠寛   | завідувач західним двором Едоського замку             | завідувач західним двором Едоського замку             |
| Накаяма Нобутомі                                 | 中山信宝     | Міто-хан, старійшина                                  | Міто-хан, старійшина                                  |
| Мацудайра Тадаката                               | 松平忠固     | володар Уеда-хану                                     | володар Уеда-хану                                     |
| Хонго Ясуката                                    | 本郷泰固     | володар Каванарідзіма-хану                            | володар Каванарідзіма-хану                            |
| Токі Йорімуне                                    | 土岐頼旨     | старший інспектор сьоґунату, голова берегової оборони | старший інспектор сьоґунату, голова берегової оборони |
| Ісіко Масахіра                                   | 石河政平     | васал хітобасі Йосінобу                               | васал хітобасі Йосінобу                               |
| Домашній арешт. Складання повноважень            |              |                                                       |                                                       |
| Удоно Кюо                                        | 鵜殿鳩翁     | урядник Суруґи                                        | урядник Суруґи                                        |
| Асано Наґайосі                                   | 浅野長祚     | урядник будівництва                                   | урядник будівництва                                   |
| Позбавлення титулів і посад                      |              |                                                       |                                                       |
| Ітакура Кацукійо                                 | 板倉勝静     | володар Біттю-Мацуяма-хану                            | володар Біттю-Мацуяма-хану                            |
| Хіраока Енсіро                                   | 平岡円四郎   | васал Хітобасі Йосінобу                               | васал Хітобасі Йосінобу                               |
| Курокава Масатака                                | 黒川雅敬     | васал Хітобасі Йосінобу                               | васал Хітобасі Йосінобу                               |
| Сасакі Акінорі                                   | 佐々木顕発   | урядник фінансів                                      | урядник фінансів                                      |
| Такасу Тецудзіро                                 | 高須鉄次郎   | урядник іноземних справ                               | урядник іноземних справ                               |
| Довічний домашній арешт                          |              |                                                       |                                                       |
| Токуґава Наріакі                                 | 徳川斉昭     | володар Міто-хану                                     | володар Міто-хану                                     |
| Івасе Таданарі                                   | 岩瀬忠震     | урядник ремонтних робіт                               | урядник ремонтних робіт                               |
| Наґаї Наомуне                                    | 永井尚志     | урядник військових кораблів                           | урядник військових кораблів                           |